# 普魯士的瑪麗 (1579-1649)
普魯士的瑪麗（德語：Marie von Preußen，1579年1月23日—1649年2月21日），布蘭登堡-拜律特藩侯夫人，普魯士公爵阿爾布雷希特·腓特烈的女兒。

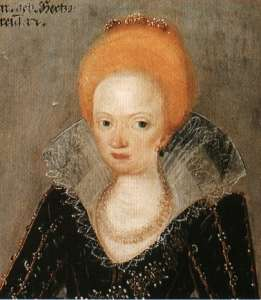

## 家庭
1604年，瑪麗與拜律特藩侯克里斯蒂安結婚，兩人共有2子2女：
1. 安娜·瑪麗亞（英语：Anna Maria von Eggenberg, née Brandenburg-Bayreuth）（1609年—1680年）
2. 瑪格達列娜·希比爾（1612年—1687年）
3. 埃爾德曼·奧古斯特（1615年—1651年）
4. 格奧爾格·阿爾布雷希特（1619年—1666年）